# Чупрун Вадим Прокопович
Вади́м Проко́пович Чупру́н (5 січня 1943, Рівнопіль) — голова Донецької обласної державної адміністрації (з 4 лютого 2005 року по 15 квітня 2006).

## Біографія
Українець. Народився 5 січня 1943 р. в с. Рівнопіль (Волноваський район, Донецька область).

Батько — Прокіп Васильович (1905–1984) — бухгалтер відділу радгоспу «Донецький» Волноваського району.

Мати — Феня Федосіївна (1903–1987) — домогосподиня.

Дружина — Людмила Іванівна (1945) — учитель.

Дочки: Альбіна (1971) — лікар; Наталія (1974) — учитель.

## Освіта
- Мелітопольський інститут механізації сільського господарства, факультет механізації (1961–1966); фах — інженер-механік.
- Вища партійна школа при ЦК КПУ (1976–1978).

## Кар'єра в СССР та незалежній Україні
- Липень 1960 — вересень 1961 — робітник радгоспу «Донецький» Волноваського району.
- Вересень 1961 — липень 1966 — студент Мелітопольського інституту механізації сільського господарства.
- З серпня 1966 — механік відділку, з грудня 1968 — головний інженер Донецької птахофабрики (с. Рівнопіль).
- З жовтня 1971 — керівник Волноваського районного об'єднання «Сільгосптехніка».
- З лютого 1974 — другий секретар Волноваського районного комітету КПУ.
- З вересня 1976 — слухач Вищої партійної школи при ЦК КПУ.
- З грудня 1978 — перший секретар Артемівського районного комітету КПУ.
- З вересня 1988 — завідувач сільськогосподарського відділу; червень 1989 — серпень 1991 — секретар Донецького обласного комітету КПУ.
- Серпень — листопад 1991 — безробітний.
- Листопад 1991 — листопад 1992 — заступник генерального директора Донецького обласного державного кооперативного виробничого об'єднання з садівництва.
- 12 листопада 1992 — липень 1994 — голова Донецької обласної ради народних депутатів.

На виборах голови облради отримав (у 4 голосуваннях) відповідно: 44 % голосів з числа присутніх (7 суперників), 58 % (1 суперник), 60 % (1 суперник), 71 % (без суперників); основний суперник — І.Михайлов, директор заводу (відповідно 26 %, 34 %, 44 %).
- 12 січня 1995 — 9 липня 2004 — Надзвичайний і Повноважний Посол України в Туркменистані[1][2].
- Вересень 2004 — 4 лютого 2005 — перший заступник голови правління Національної акціонерної компанії «Нафтогаз України»[3][4].
- 4 лютого 2005 — 3 травня 2006 — Голова Донецької обласної державної адміністрації («Губернатор» Донеччини)[5][6].
- 10 серпня 2006 — 9 січня 2008 — перший заступник Міністра палива та енергетики України[7][8].
- 6 лютого 2008 — призначений заступником голови НАК «Нафтогаз України»[9][10].

## Наукові звання
- Академік Академії економічних наук України (червень 1993).

## Нагороди й відзнаки
Ордени:
- 1968 — Знак Пошани (СРСР)
- 1973 — Трудового Червоного Прапора (СРСР)
- Липень 1999 — «За заслуги» III ступеню (Україна)[11]
- Липень 2004 — «За заслуги» II ступеню (Україна)[12]

Медалі:
- «За доблесну працю»
- «За трудову доблесть»
- «Ветеран праці»
- «За любов до Вітчизни» (Туркменістан).

Грамоти
- Почесна грамота Кабінету Міністрів України (серпень 2001)[13]

## Ранги
- Державний службовець 1-го рангу (квітень 1994)[14]
- Дипломатичний ранг — Надзвичайний і Повноважний Посол (вересень 2002)[15]

## Захоплення
Спорт (класична боротьба, футбол, волейбол, плавання), фотографія.